# عرفان الحيالي
عرفان بن محمود بن عبد الغفور بن عبد الله الحيالي الكيلاني الحسني وزير الدفاع العراقي الأسبق ولواء سابق في الجيش العراقي، ولد سنة 1956م في قضاء حديثة بالأنبار صوت مجلس النواب العراقي على تعيينه وزيرا للدفاع في 30 يناير 2017.

## السيرة الشخصية
- هو عرفان محمود عبد الغفور عبد الله الحيالي الكيلاني الحسني يحمل رتبة لواء في الجيش العراقي ولد في مدينة حديثة في الأنبار
- متزوج ولديه سبعة أبناء.
- دخل الكلية العسكرية العراقية في عام 1977 وتخرج فيها برتبة ملازم عام 1980. ثم انتسب إلى الفوج الثاني لواء المشاة الالي في الفرقة الأولى في محافظة الديوانية.
- انتقل من الكلية العسكرية إلى الملاك التدريبي في عام 1983 وعمل في القوات المسلحة العراقية إلى عام 1991 وشغل عددا من المناصب العامة والقيادية منها أمر فصيل وأمر سرية.

## المنصب الحالي
في يوم 30 يناير من العام 2017، صوت مجلس النواب العراقي بالموافقة على اختيار عرفان الحيالي وزيرا للدفاع العراق بحضور رئيس الوزراء العراقي حيدر العبادي. وشغل منصبه هذا حتى عام 2018.
وفي شباط 2021 عين الحيالي بمنصب المستشار العسكري للقائد العام للقوات المسلحة مصطفى الكاظمي.